# Katie Swan
Katie Swan (ur. 24 marca 1999 w Bristolu) – brytyjska tenisistka, finalistka juniorskiego Australian Open 2015 w grze pojedynczej dziewcząt.

## Kariera tenisowa
Ma dwanaście wygranych turniejów ITF w grze pojedynczej i jeden w grze podwójnej.
W 2015 roku dotarła do finału Australian Open w grze pojedynczej dziewcząt, w którym przegrała z Terezą Mihalíkovą.

## Wygrane turnieje rangi ITF
| turnieje z pulą nagród 100 000 $   |
| turnieje z pulą nagród 75/80 000 $ |
| turnieje z pulą nagród 50/60 000 $ |
| turnieje z pulą nagród 25 000 $    |
| turnieje z pulą nagród 15 000 $    |
| turnieje z pulą nagród 10 000 $    |

### Gra pojedyncza
|     | Data       | Turniej        | ($)    | Naw.     | Finalistka                 | Wynik            |
| 1.  | 22/03/2015 | Szarm el-Szejk | 10 000 | twarda   | Dżulija Terzijska          | 6:2, 6:2         |
| 2.  | 27/09/2015 | Madryt         | 10 000 | twarda   | Cristina Sanchez-Quintanar | 6:7(5), 6:2, 6:3 |
| 3.  | 05/03/2017 | Szarm el-Szejk | 15 000 | twarda   | Pemra Özgen                | 6:3, 6:1         |
| 4.  | 12/03/2017 | Szarm el-Szejk | 15 000 | twarda   | Julia Wachaczyk            | 6:4, 7:5         |
| 5.  | 29/10/2017 | Obidos         | 25 000 | dywanowa | Katie Boulter              | 5:0 krecz        |
| 6.  | 13/05/2018 | Monzón         | 25 000 | twarda   | Aliona Bolsova             | 6:2, 6:3         |
| 7.  | 13/10/2019 | Claremont      | 25 000 | twarda   | Thaisa Grana Pedretti      | 6:1, 6:3         |
| 8.  | 21/02/2021 | Orlando        | 25 000 | twarda   | Robin Anderson             | 6:1, 6:3         |
| 9.  | 07/11/2021 | Haabneeme      | 25 000 | twarda   | Jekatierina Szalimowa      | 7:6(3), 6:3      |
| 10. | 27/02/2022 | Santo Domingo  | 25 000 | twarda   | Sachia Vickery             | 6:4, 6:3         |
| 11. | 07/08/2022 | Lexington      | 60 000 | twarda   | Jodie Burrage              | 6:0, 3:6, 6:3    |
| 12. | 09/10/2022 | Trnawa         | 60 000 | twarda   | Wang Xinyu                 | 6:1, 3:6, 6:4    |

## Finały juniorskich turniejów wielkoszlemowych

### Gra pojedyncza (1)
| Końcowy wynik | Rok  | Turniej         | Nawierzchnia | Przeciwniczka     | Wynik finału |
| Finalistka    | 2015 | Australian Open | Twarda       | Tereza Mihalíková | 1:6, 4:6     |